# 戦略の階層
戦略の階層（英語: Hierarchy of Strategies）とは、戦略の立案、決定に関するフレームである。

## 概要

### 前史
古代ギリシアやインドヨーロッパ祖族に代表されるように、ヨーロッパ社会は奴隷制と放牧の伝統を持っていた。奥山真司によると、これらが利益のために有利な仕組みを作るという考え方をヨーロッパ社会にもたらした。
農業において、イギリスは自身の植民地でプランテーションを展開しそこで現地人をまとめ上げてコントロールしていた。工業においてヨーロッパ人は、労働者を効率よく管理し働かせるかというマニュアルやコスト削減のための賃金体系を考えていた。
このように、奴隷制や放牧や植民地経営など歴史から、「自分の思い通りにする」と「（対象を）自分の思い通りになるようにコントロールする」という考え方をヨーロッパは獲得した。これが「仕組み」や「ルール作り」という戦略を考える上での起点である。

### 歴史
イギリスの地政学者コリン・グレイによると、戦略の階層は「①世界観、②政策、③大戦略、④軍事戦略、⑤作戦、⑥戦術、⑦技術」といった7つの階層に分けて戦略を考えるためのツールである。
プロイセンの軍事学者クラウゼヴィッツが著した『戦争論』から「戦略」という概念が生まれた。次に、アメリカ合衆国の地政学者エドワード・ルトワックはこのクラウゼヴィッツの戦略論を発展させ国家が戦争をする際「①大戦略、②戦域、③作戦、④戦術、⑤技術」といった5つの段階が存在すると主張した。そして、コリン・グレイはルトワックの理論を踏まえたうえで「抽象度、政治性の高い階層が大戦略より上位に存在する」と主張し「①世界観、②政策、③大戦略、④軍事戦略、⑤作戦、⑥戦術、⑦技術」といった戦略の階層という概念を提唱した。

### 性質
戦略の階層には、「上位の階層が下位の階層を決定する」という特質すべき性質がある。
欧米企業内では、マネイジメントを考える人間と製品開発をする人間は完全に分かれている。「経営によって決まった製品のコンセプトや予算」に対応する形で「技術の創造、組立、応用など」によって製品やサービスを作り出す。そうした伝統があるため、欧米企業の経営陣には経営学修士（MBA）などが求められる。
このように戦略においては「上位の階層が下位の階層を決定する」のである。

### 各階層の解説
| 階層     | 詳細                                    | 具体例                                                                   | 関連書籍                                                                      | 出典              |
| -------- | --------------------------------------- | ------------------------------------------------------------------------ | ----------------------------------------------------------------------------- | ----------------- |
| 世界観   | - 人格 - 生き方                         | - アイデンティティ - 神話 - 想像上の地理                                 | - 古事記 - 神皇正統記 - 聖書 - クルアーン（コーラン） - 共産党宣言            | [ 3 ] [ 4 ] [ 5 ] |
| 政策     | - 行動の方向性 - 資源の確保             | - 所信表明演説 - 教書演説                                                | - 惣無事令 - 日本列島改造論 - コモン・センス - 自由で開かれたインド太平洋戦略 | [ 3 ] [ 4 ] [ 5 ] |
| 大戦略   | - 資源の配分                            | - 資金、兵隊、人事の準備を考える                                         | - 国家安全保障戦略 - 帝国国防論 - 超限戦 - 孫子                               | [ 3 ] [ 4 ] [ 5 ] |
| 軍事戦略 | - 目標の設定、管理 - プロジェクトの統括 | - 全軍で戦争に勝つ方法を考える                                           | - 戦争論 - 核兵器と外交政策 - 海軍戦略 (マハン) - 国家防衛戦略 - 遊撃戦論     | [ 3 ] [ 4 ] [ 5 ] |
| 作戦     | - 目標達成のプラン                      | - 大規模な会戦に勝つ方法を考える                                         | 『戦略』（Стратегия） - 縦深攻撃理論 - 電撃戦 (グデーリアン)                  | [ 3 ] [ 4 ] [ 5 ] |
| 戦術     | - 人員配置 - 人材の育成                 | - 小隊や中隊をどのように動かすのかを考える。                             | - 高級指揮官に与える教令 - 戦いの原則                                         | [ 3 ] [ 4 ] [ 5 ] |
| 技術     | - ツールの活用                          | - 兵器の性能 - 兵士の強さ - ビジネスマナー - PCソフトの使い方 - 営業技術 | - 要塞攻囲論                                                                  | [ 3 ] [ 4 ] [ 5 ] |